# Henk de Court Onderwater

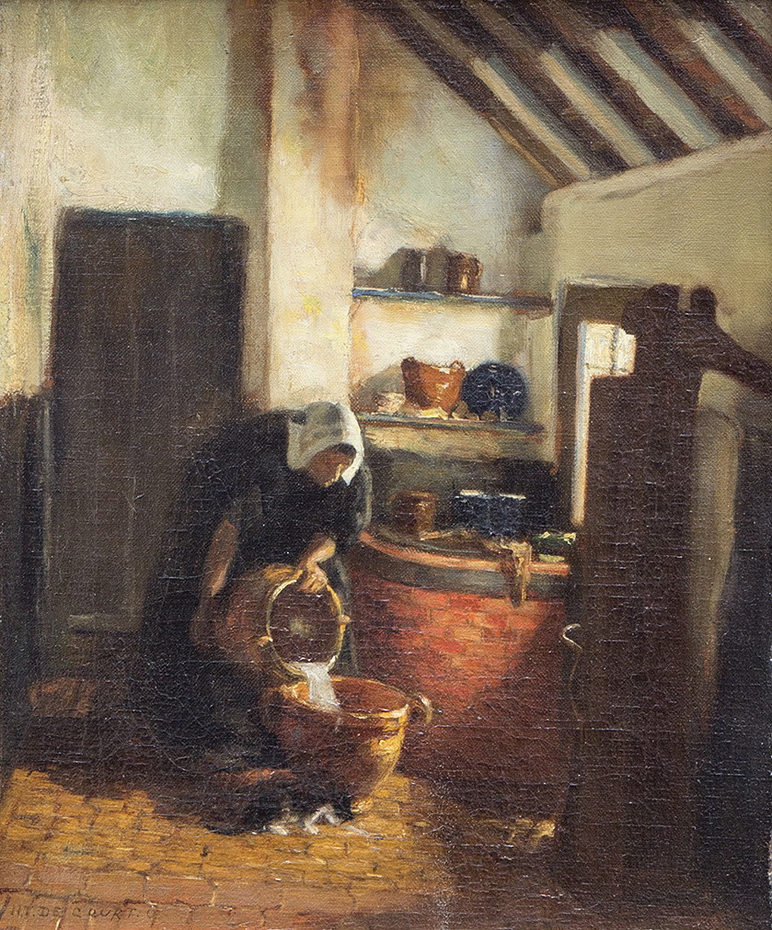
Frau gießt Milch ein

Hendrik Theodorus de Court Onderwater  (* 6. August 1877 in Dordrecht; † 8. August 1905 ebenda) war ein niederländischer Porträt- und Genremaler.
Hendrik de Court Onderwater stammte aus einer Handelsfamilie, entschied sich jedoch für die Kunst. 1893 wurde er Student an der Academie van Beeldende Kunsten en Technische Wetenschappen in Rotterdam.
1896 ging er nach Paris, um an der Académie Julian bei Jules-Joseph Lefebvre und Tony Robert-Fleury zu studieren, und verbrachte dort vier Jahre. Im ersten Jahr wurde er dort von seinen Eltern und seiner jüngsten Schwester Nel begleitet. 1891 lebte er kurze Zeit in Brügge, bevor er in die Niederlande zurückkehrte, wo er kurz in Heeze, Volendam, Huizen und 1903 in Dordrecht arbeitete. Anschließend ließ er sich in der Künstlerkolonie Laren (Noord-Holland) nieder.
In dieser Zeit malte er hauptsächlich bäuerliche Innenräume im typischen Stil der Larener Schule. Er fertigte auch viele Porträts und Figurenbilder.
Er war Mitglied des Amsterdamer Künstlerverbandes „Arti et Amicitiae“ und der Dordrechter Zeichnergesellschaft „Pictura“. 1904 wurde er mit dem Willink van Collen-Preis ausgezeichnet.
Er war von Natur aus melancholisch und deprimiert. Als er 1905 seine Familie in Dordrecht besuchte, beging er im Alter von 27 Jahren Selbstmord.
Seine Arbeiten sind unter anderem im Dordrechts Museum und im Singer Museum zu finden.